# Robert Strichartz
Robert Stephen Strichartz (Nova Iorque, 14 de outubro de 1943 - 19 de dezembro de 2021) foi um matemático estadunidense.

## Obras
- Differential analysis on fractals: a tutorial, Princeton University Press 2006
- Analysis on Fractals, Notices AMS, November 1999, Online
- A guide to distribution theory and Fourier transforms, CRC Press 1994, World Scientific 2003
- The way of analysis, Jones and Bartlett 1995, 2000